# Metro w Santo Domingo

Schemat sieci metra w Santo Domingo (2016)

Metro w Santo Domingo (hiszp. Metro de Santo Domingo) – system publicznego transportu miejskiego w postaci metra, kursującego w stolicy Dominikany – Santo Domingo. Inauguracja metra miała miejsce 30 stycznia 2009 r., pierwszy odcinek drugiej linii został otwarty 1 kwietnia 2013. Obecnie w eksploatacji są dwie linie metra o łącznej długości 27,35 km; linia 2 ma zostać rozbudowana, a linia 3 jest w budowie.

## Historia
Projekt budowy metra dla Santo Domingo został zaproponowany przez prezydenta Brazylii Lula da Silva ówczesnemu prezydentowi Dominikany Rafaelowi Domínguezowi. Początek prac budowy metra ruszył w 2005 r. za kadencji prezydenta Dominikany Leonela Fernándeza, którego administracja przekazała z budżetu państwa $ 700 milionów na budowę pierwszego systemu kolei podziemnej w Republice Dominikany, a drugiego po Tren Urbano takiego systemu kolei na Karaibach.

## Linie
| Linia 1 14,5 km Z Villa Mella do Centro de los Héroes 16 stacji | Linia 2 12,85 km Z Ave. Luperón do Puente de la 17 14 stacji |
| - Mamá Tingó - Gregorio Urbano Gilbert - Gregorio Luperón - José Francisco Peña Gómez - Hermanas Mirabal - Máximo Gómez - Los Taínos - Pedro Livio Cedeño - Peña Batlle - Centro Olímpico Juan Pablo Duarte - Juan Bosch - Casandra Damirón - Joaquín Balaguer - Amín Abel - Francisco Alberto Caamaño - Centro de los Héroes | - María Móntez - Pedro F. Bonó - Francisco G. Billini - Ulises F. Espaillat - Pedro Mir - Freddy Beras Goico - Juan U. García F. - Centro Olímpico Juan Pablo Duarte - Col. Rafael T Fernández D. - Mauricio Báez - Ramón Cáceres - Horacio Vásquez - Manuel de Jesús Galván - Eduardo Brito |

Linia nr 1 przebiega z południa na północ miasta, składa się z 16 stacji o łącznej długości 14,5 km, co pozwala na przewóz osób przez całe miasto i ograniczenie ruchu samochodów i emisji spalin. Część tej linii jest nadziemna.
Linia nr 2 przebiega ze wschodu na zachód, krzyżując się z Linią 1 przy Centro Olimpico Juan Pablo Duarte; składa się z 14 stacji o łącznej długości 12,85 km.
Zgodnie z postanowieniem prezydenta Leonela Fernándeza stacje nie noszą zwykle nadawanych nazw pochodzących od ulic i obiektów znajdujących się w ich pobliżu. Zamiast tego poszczególne przystanki santodomingańskiej kolei podziemnej mają patronów - są nimi słynne postaci związane z historią Republiki Dominikany.

## Przyszłość i rozbudowa
Planowana jest dalsza rozbudowa metra w Santo Domingo. W 2014 roku rozpoczęła się rozbudowa Linii 2. Linia będzie mieć 22,5 km długości i 24 stacje, zaś linia 3 będzie mieć długość 20 km z 20 stacjami. Trzy pozostałe linie 4, 5 i 6 zostały zaprojektowane jako łączniki pomiędzy poszczególnymi liniami, aby możliwe było korzystanie z przesiadek i jednego biletu bez opuszczania tuneli metra.

## Tabor
Składy pociągów, wyprodukowanych we Francji i w Hiszpanii, dostarczone zostały przez konsorcjum transportowe Alstom «Metropolis 9000». Taki sam model pociągów jak te użytkowe w Santo Domingo kursują także na regularnych liniach metra w Barcelonie i metra w Santiago de Chile. Wszystkie pociągi wyposażone są w klimatyzację. System został zaprojektowany do przewozu ok. 355 tysięcy pasażerów dziennie. W odróżnieniu od większości innych systemów szybkiego transportu podziemnego, metro w Santo Domingo nie posiada tzw. trzeciej szyny i zasilane jest bezpośrednio z przewodów trakcyjnych.